# Quadrangle de Lada Terra
Le quadrangle de Lada Terra (littéralement :  quadrangle de la terre de Lada), aussi identifié par le code USGS V-56, est une région cartographique en quadrangle sur Vénus. Elle est définie par des latitudes comprises entre 50° et 75° S et des longitudes comprises entre 0° et 60° E,. Il tire son nom de la terre de Lada.

## Coronæ
- Demvamvit Corona
- Dyamenyuo Corona
- Eithinoha Corona
- Okhin Tengri Corona
- Otygen Corona
- Sarpanitum Corona
- Toyo uke Corona